# Чінголо блідий
Чі́нголо блідий (Peucaea botterii) — вид горобцеподібних птахів родини Passerellidae. Мешкає в Мексиці, США та Центральній Америці. Виділяють низку підвидів. Вид отримав назву на честь італійського орнітолога Маттео Боттері (1808–1877).

## Опис
Довжина птаха становить 14 см. Забарвлення загалом світло-сіре, схоже на забарвлення самиці хатнього горобця (Passer domesticus). На спині чорні і коричневі смужки, над очима тонка каштанова смуга, під дзьобом тонкі чорні "вуса". Груди сірі, на плечах невеликі жовтуватя плями.

## Підвиди
Виділяють вісім підвидів:
- P. b. arizonae Ridgway, 1873 — південний захід США, північно-західна Мексика;
- P. b. texana (Phillips, AR, 1943) — південь США, північно-східна Мексика;
- P. b. goldmani (Phillips, AR, 1943) — західна Мексика;
- P. b. botterii (Sclater, PL, 1858) — центральна і південна Мексика;
- P. b. petenica (Salvin, 1863) — південно-східна Мексика, Беліз, північна Гватемала;
- P. b. spadiconigrescens (Howell, TR, 1965) — Гондурас, північний схід Нікарагуа;
- P. b. vantynei (Webster, JD, 1959) — центральна Гватемала;
- P. b. vulcanica (Miller, W & Griscom, 1925) — захід Нікарагуа, північний захід Коста-Рики.

## Поширення і екологія
Бліді чінголо поширені від південних штатів США до північної Коста-Рики. В США птахи мешкають локально в Аризоні і на західному березі Ріо-Гранде. В Мексиці широко поширені від Сонори до Чіапаса і півострова Юкатан. В Центральній Америці ареал птаха досить фрагментований. Бліді чінголо не були зареєстровані в Сальвадорі. Південною межею поширення блідих чінголо є місцевість навколо вулкана Мірабальєс в Гуанакасте (Коста-Рика). Живуть в посушливих і напівпосушливих районах, на луках і в чагарниках, зазвичай на невеликій висоті, хоча трапляються і на висоті 2400 м над рівнем моря.

## Раціон
Бліді чінголо харчуються комахами і насінням.